# Azza Soliman
Azza Soliman (1968) es una abogada y militante de los derechos de las mujeres egipcia. Fundó el Centre for Egyptian Women’s Legal Assistance. Soliman ha sido varias veces arrestadas y perseguidas. En 2015, testificó en el caso de la muerte de la poeta Shaima el Sabag, asesinada por la policía egipcia en una manifestación en El Cairo. Soliman ha sido objeto de venganzas, incluidas medidas financieras.

## Biografía
Nacida en 1968, en una familia de cinco hermanas, fue empujada por su padre a estudiar. Nunca fue obligada a llevar el hijab. Convertida en abogada, es una de las personalidades que lucha por los derechos humanos en Egipto. En 1995, fundó el Centre for Egyptian Women’s Legal Assistance (CEWLA, o en español: Centro de Asistencia Legal para Mujeres Egipcias). A partir de 1997, el CEWLA puso en marcha programas de formación y de sensibilización jurídica sobre la cuestión de la igualdad de los sexos. Esta organización no gubernamental lleva también estudios, y organiza eventos, sobre asuntos tales como la violencia contra las mujeres, los crímenes de honor, la circuncisión, el khul, las nuevas interpretaciones jurídicas de la sharia, el estatus de los cristianos, etc.
A partir del 2010, la situación social y política evoluciona rápidamente, tras de la revolución egipcia de 2011. Los cambios tuvieron lugar en los más altos estamentos del Estado y establece una estrecha vigilancia en este período, dificultando a las mujeres a participar en movimientos en las calles. Refleja el acoso al que las mujeres estaban sufriendo.
En enero de 2015, mientras se encontraba en la terraza de un café, Soliman fue testigo de un ataque por policías enmascarados en una manifestación pacífica que conmemoraba el cuarto aniversario del movimiento del 25 de enero de 2011 (la «jornada de la cólera» punto de salida de la revolución de 2011). Vio la muerte de una manifestante, Shaima el Sabag de 31 años, causada por un disparo. Tras este drama, regresó voluntariamente al despacho del Fiscal para atestiguar sobre la muerte de Shaima durante la dispersión de la manifestación por las fuerzas del orden. Soliman subrayó la responsabilidad de la policía, y depositó una queja que acusaba el ministro del Interior y a las fuerzas de seguridad. Al final de su testimonio, el fiscal la interrogó y le informó de que también presentaría una queja contra ella y otros cuatro testigos por "reunión ilegal" y "participación en una manifestación de seguridad pública", aunque no había participado. El 23 de marzo de 2015, fue formalmente acusada junto con otras dieciséis personas por "protestas no autorizadas" y "violación de la seguridad y el orden público". El 23 de mayo de 2015, el Tribunal resolvió los cargos en su contra, una sentencia confirmada en octubre del mismo año por el Tribunal de Apelaciones, la Corte apeló la primera decisión.
El 19 de noviembre de 2016, comenzó un nuevo conjunto de medidas de represalia en contra de Soliman. Mientras planeaba viajar a Jordania para recibir una formación en derechos de las mujeres en el Islam, la policía del aeropuerto le prohibió abandonar el territorio. Poco después, se enteró de que su banco había congelado sus cuentas, así como las de su bufete de abogados. El banco afirmó que había actuado siguiendo instrucciones orales y por eso no podía enseñarle ningún documento oficial emitido por un juez. Dos semanas más tarde, a principios de diciembre, la policía la detuvo, la llevaron a la estación de policía y luego a la oficina de un juez de instrucción para interrogarla. Esta vez se la acusaba de caer bajo una nueva ley sobre organizaciones no gubernamentales, que prohíbe que estas ONG reciban subvenciones del exterior. Estos cargos fueron confirmados por un tribunal el 14 de diciembre de 2016, así como las medidas de prohibición de salida del territorio, la incautación de bienes muebles e inmuebles y la congelación de sus activos en el banco. Por lo que se organizó un movimiento de solidaridad para ayudarla.

## Reconocimientos
En abril de 2018, Soliman recibió el Premio Pedro de Lemonauria, creado por el Colegio de la Abogacía de Bizkaia para distinguir a aquellas personas, colectivos o instituciones que dan testimonio de su compromiso en defensa de la Justicia y la promoción de los valores que la alientan.